# Bengt Emil Johnson

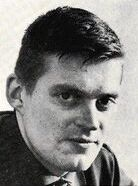
Bengt Emil Johnson

Bengt Emil Johnson (12. Dezember 1936, Saxdalen, Dalarna – 14. Juli 2010, Stockholm) war ein schwedischer Hörspielautor, Komponist und Lyriker.

## Leben und Werk
Bengt Emil Johnson wurde 1936 in dem Ort Saxdalen geboren und studierte bei Knut Wiggen Komposition und Klavier. Leiter der Musikabteilung von Nutida musik wurde Johnson 1979. Ab 1984 war er als Programm-Direktor bei Sveriges Radio tätig.
Bengt Emil Johnson ist seit Anfang der 60er Jahre Mitglied der schwedischen Fylkingen-Gruppe, zu der auch Lars Gunnar Bodin, Åke Hodell, Sten Hanson und Ilmar Laaban gehören. Die Künstlergruppe wurde mit „Text-Sound Kompositionen“, einer Form von Lautpoesie bekannt. Als Autor hat Johnson zwischen 1963 und 1986 14 Werke veröffentlicht. Er war 1987 Teilnehmer der documenta 8 in Kassel.

„„The Mirror of Thirst“: basiert auf dem Gedichtzyklus „Törstspegelen“ (Der Spiegel der Begierde), der offen ist für visuelle oder akustische Interpretation. Die Text-Sound-Komposition wurde durch Zufallsoperationen bestimmt und von vier Sprechern gesprochen. Das Textmaterial ist in variierenden Tempi moduliert, wobei die semantische Struktur weitgehend erhalten blieb.“

## Werke Deutsch
- Elchzeit. Gedichte, übertragen und Nachwort von Lukas Dettwiler, Droschl, Graz 2007. ISBN 9783854207177

## Auszeichnungen (Auswahl)
- 2009: Kellgren-Preis
- 2002: Tomas Tranströmerpriset
- 1998: Gerard-Bonnier-Preis
- 1992: Dan Andersson-priset
- 1986: Gerard-Bonnier-Lyrikpreis
- 1983: Großer Preis des Samfundet De Nio